# Earophila subbadiata
Earophila subbadiata är en fjärilsart som beskrevs av Embrik Strand 1903. Earophila subbadiata ingår i släktet Earophila och familjen mätare. Inga underarter finns listade i Catalogue of Life.